# Перуанский инти
Инти (исп. Inti) — перуанская валюта в период с 1985 по 1991 год. В одном инти содержалось 100 сентимо.

## История
Введение инти было обусловлено сильным обесцением перуанского соля во время президентства Фернандо Белаунде Терри. Инти официально введён 1 февраля 1985 года. Один инти обменивался на 1000 старых солей. Банкноты в солях оставались в обращении до 1989 года включительно.
Название инти получила в честь бога солнца Инти мифологии инков, что связано с предыдущей и последующей валютами «соль» (исп. Sol) в переводе с испанского также означающим солнце. Изображения солнца, бога Инти, является одним из символов Перу.
Официальный курс к доллару США в январе 1986 года составлял 13,95 инти за доллар, с декабря 1986 года этот курс применялся только для операций по импорту ряда товаров. В мае 1987 года официальный курс был снижен до 15,55 инти за доллар. Остальные операции совершались по курсу свободного рынка, который на конец 1985 года составлял 17,32 инти за доллар, конец 1986 года — 18,43 инти за доллар, май 1987 года — 24,25 инти за доллар.
Набирающая обороты инфляция уже в 1991 году вынудила администрацию президента Фухимори провести новую деноминацию и ввести новый перуанский соль по курсу 1 миллион инти = 1 новому солю.

## Монеты
В 1985 году были выпущены монеты 1, 5, 10, 20, 50 сентимо и 1 и 5 инти. Монеты в 1 и 5 сентимо чеканились только в 1985 году, 10 и 20 сентимо — по 1987 год включительно, 50 сентимо — по 1988 год.
Были выпущены три памятные серебряные монеты: 1/2 инти — в 1989 году, 100 и 200 инти — в 1986 году.

## Банкноты
В 1985 году были выпущены банкноты 10, 50, 100 и 500 инти. В 1986 году была выпущена банкнота 1000 инти, а в 1988 году в связи с возросшей инфляцией были выпущены 5000 и 10 000 инти. В 1989 году были добавлены 50 000 и 100 000 инти, инфляция всё больше увеличивалась и в начале 1990 года была выпущена банкнота в 500 000 инти, в середине 1990 года  —  1 000 000 инти, а в августе — 5 000 000 инти.
| Банкноты 1985—1991 годов | Банкноты 1985—1991 годов | Банкноты 1985—1991 годов | Банкноты 1985—1991 годов                              | Банкноты 1985—1991 годов                   | Банкноты 1985—1991 годов | Банкноты 1985—1991 годов | Банкноты 1985—1991 годов |
| Изображение              | Номинал (инти)           | Размеры (мм)             | Описание                                              | Описание                                   | Дата выпуска             | Дата изъятия             |                          |
| Изображение              | Номинал (инти)           | Размеры (мм)             | Аверс                                                 | Реверс                                     | Дата выпуска             | Дата изъятия             |                          |
| ------------------------ | ------------------------ | ------------------------ | ----------------------------------------------------- | ------------------------------------------ | ------------------------ | ------------------------ | ------------------------ |
|                          | 10                       | 150×75                   | Рикардо Пальма, писатель                              | Сбор хлопка индейской женщиной             | 3 апреля 1985            | 1991                     |                          |
|                          | 50                       | 150×75                   | Николас де Пьерола, президент, министр финансов       | Буровая установка                          | 3 апреля 1985            | 1991                     |                          |
|                          | 100                      | 150×75                   | Рамон Кастилья, Президент, маршал                     | Хлопкопрядильная машина                    | 1 февраля 1985           | 1991                     |                          |
|                          | 500                      | 150×75                   | Тупак Амару II, лидер индейской революции             | Гора Уаскаран                              | 1 марта 1985             | 1991                     |                          |
|                          | 1000                     | 150×75                   | Андрес Авелино Касерес, президент, маршал             | Руины Чан-Чана                             | 6 марта 1986             | 1991                     |                          |
|                          | 5000                     | 150×75                   | Мигель Грау, адмирал                                  | Рыбаки                                     | 28 июня 1988             | 1991                     |                          |
|                          | 10 000                   | 150×75                   | Сесар Вальехо, писатель                               | Улица Сантьяго                             | 28 июня 1988             | 1991                     |                          |
|                          | 50 000                   | 150×75                   | Виктор Рауль Айя де ла Торре, политик                 | Зал заседания Национального конгресса Перу | 28 июня 1988             | 1991                     |                          |
|                          | 100 000                  | 150×75                   | Франсиско Болоньези, военный, национальный герой Перу | Озеро Титикака                             | 21 ноября 1988           | 1991                     |                          |
|                          | 500 000                  | 150×75                   | Рикардо Пальма, писатель                              | Церковь Каридад                            | 21 ноября 1988           | 1991                     |                          |
|                          | 1 000 000                | 140×65                   | Ипполито Унануе, медик                                | Медицинский университет Сан-Фернандо       | 5 января 1990            | 1991                     |                          |
|                          | 5 000 000                | 140×65                   | Антонио Раймонди, учёный, географ                     | Индеец помогает Раймонди                   | 5 января 1990            | 1991                     |                          |